# 3,7 cm Flak 43
El Canó Flak 43 de 3,7 cm era una arma antiaèria lleugera usada per l'Alemanya nazi durant la Segona Guerra Mundial. Es derivava del canó antiaeri 3,7 cm Flak 18/36/37. Tenia muntatges individuals o dobles que es designaven com a Flak 43 Zwilling i va estar al servei del 1944 al 1945. A més de les versions utilitzades per la Kriegsmarine, va servir com a armament principal de l'Ostwind i el Möbelwagen i es va proposar per als canons antiaeris autopropulsats Flakpanzer Coelian.

## Antecedents i descripció
Rheinmetall-Borsig va redissenyar el Flak 36/37 per incorporar el mecanisme de tancament a gas del canó MK 103 de 3 centímetres i per reduir el nombre d'hores home necessàries per fabricar-lo de 4320 a 1000. [ 2] El canvi més evident va ser l'adopció d'un sistema d'alimentació horitzontal en comptes del sistema vertical dels canons anteriors. La safata d'alimentació es va situar dins dels munyons sobredimensionats al centre de gravetat del canó, de manera que es podia tornar a carregar sense molestar la punteria del canó. Aquests canvis van alleugerir significativament el canó i el van fer més ràpid tant en elevació com del través.

### Ús naval
La Kriegsmarine va fer servir una versió del canó en vaixells de superfície anomenant-lo Flak M43 i l'instal·lava en els seus propis muntatges navals; el seu muntatge doble Flak LM 44 tenia els canons de costat, a diferència dels Zwilling.